# Cnaemidophorus rhododactyla
Cnaemidophorus rhododactyla é uma espécie de insetos lepidópteros, mais especificamente de traças, pertencente à família Pterophoridae.
A autoridade científica da espécie é Denis & Schiffermüller, tendo sido descrita no ano de 1775.
Trata-se de uma espécie presente no território português.